# Jaskinia Kyrnyczky
Jaskinia Kyrnyczky (ukr. Печера Кирнички) – jaskinia we wsi Gródek (rejon czortkowski, obwód tarnopolski, hromada Zaleszczyki). Znajduje się 700–800 m na północny wschód od wioski (trakt Kyrnyczky). Należy do obszaru krasowego Nyzhnosereсka.

## Toponimia
W katastrach speleologicznych występuje pod nazwą Jaskinia Budenna. Niestety nazwa ta nie jest dobra, ponieważ obiekty geograficzne (które nie występują w lokalnej mikrotoponimii) powinny być nazywane od nazw miejscowości, w których się znajdują lub w odniesieniu do cech geograficznych, przyrodniczych i historycznych, na których się znajdują lub są z nimi związane.

## Opis
Jaskinia jest położona w miąższości piaszczystego wapienia, który leży na głębokości ponad 10 m. Jej nadległe skały są zmielone, a leżące pod nimi skały to dewońskie piaskowce.
Jest pozioma, dwupoziomowa, erozyjna, korozyjna i grawitacyjna. Znajduje się pomiędzy skałami, które odłamały się i osunęły kilka metrów wzdłuż wąwozu. Skała macierzysta tworzy szerokie na 30 m i wysokie na 5 m sklepienie groty o głębokości do 4 m.
Ma dwa poziomy: pierwszy to Pasaż Ossowskiego, a drugi to Pasaż Dobrianskiego. Ze szczelin pod baldachimem wypływają trzy źródła. Jednym z nich jest wodospad, który spływa z wystającej skały z wysokości 1,5 m. Osady (wypełniacze) szczeliny to glina i fragmenty wapienia.

## Historia
Pierwsza eksploracja jaskini została przeprowadzona w 1890 roku przez polskiego archeologa i geologa Gotfryda Ossowskiego.
Znany galicyjski historyk lokalny Bohdan Janusz i historyk Aleksander Czołowski przypisali trakt średniowiecznym miejscom kultu religijnego, które chronologicznie sięgają XVII wieku.
W 1966 r. członkowie Tarnopolskiego Regionalnego Speleoklubu „Podillia” pod kierownictwem W. Apostoliuka dokonali speleologicznego opisu i mapowania jaskini. Jaskinia została ponownie zmapowana i opisana w 2005 roku przez Petro Płoszczańskiego, a nowe uzupełnienia do planu zostały wykonane przez Wołodymyra Dobrianskiego i Petro Płoszczańskiego w 2015 roku.
W 1990 r. Wołodymyr Dobrianskij przeprowadził badania archeologiczne i speleologiczne traktu i jaskini. Odkrył starożytności kultury trypolskiej z epoki eneolitu, wczesnej epoki żelaza i okresu rzymskiego. Po lewej stronie wąwozu, na drugim poziomie, odkryto nowe przejście. W pobliżu przejścia znajduje się masywny głaz, który oderwał się od litej skały. W jego zachodnim rogu znaleziono wykutą ludzką twarz, w pobliżu której w 2006 r. badano inskrypcje lapidarne w cyrylicy i znaki. Kilka słabo zachowanych znaków, które mogą odnosić się do tureckich lub germańskich run lub sarmackich tamg, zostało zbadanych po lewej stronie wodospadu w 2011 roku. Ustaliliśmy również, że w tym miejscu mogło funkcjonować pogańskie sanktuarium, a później chrześcijańska pustelnia.
W 1994 r. pomnik przyrody został zbadany przez W. Artiucha w ramach wspólnej ekspedycji ekologicznej „Dnister” Towarzystwa Lwa, Karpackiej Ekspedycji Narodowej Akademii Nauk Ukrainy i Lwowskiego Uniwersytetu Narodowego im. Iwana Franki, który wykonał niewielki wykop w jaskini (gdzie znajduje się Przejście Osowskiego), gdzie znalazł grot strzały do łuku i fragmenty XIV-wiecznej ceramiki.
Była ona wykorzystywana zarówno do celów religijnych, jak i obronnych i fortyfikacyjnych - stanowiła bezpieczne schronienie dla okolicznych mieszkańców w czasie zagrożenia wojennego. W szczególności podczas II wojny światowej znajdowała się tu baza UPA.